# Zamuels Garbers
Zamuels Garbers (* 29. August 1914 in Rēzekne; † 27. Juni 1942) war ein lettischer Fußballspieler.

## Karriere
Zamuels Garbers spielte in seiner Vereinskarriere für Hakoah Riga in der Lettischen Meisterschaft. Am 4. September 1938 spielte er einmal für die Lettische Fußballnationalmannschaft gegen Litauen beim Baltic Cup 1938.